# Croatania saluda
Croatania saluda är en mångfotingart som beskrevs av Shelley 1977. Croatania saluda ingår i släktet Croatania och familjen Xystodesmidae. Inga underarter finns listade i Catalogue of Life.